# Peter T. Kirstein
Peter Thomas Kirstein, född 20 juni 1933 i Berlin i Tyskland, död 8 januari 2020 i London, var en brittisk datavetare som spelat en stor roll i skapandet av Internet; han är "ofta erkänd som fader till det europeiska internet".
Kirstein var anställd vid CERN 1959–1963. Han bedrev forskning för General Electric i Zürich 1963–1967, och var professor vid University of London 1970–1973. Därefter gick han med i fakulteten vid University College London, där han sedan var chef för datavetenskapsavdelningen (1980–1994).
År 2012 invaldes Kirstein i Internet Hall of Fame av Internet Society. År 2015 tilldelades han det prestigefyllda Marconipriset.